# Ртищева, Галина Анатольевна
Гали́на Анатольевна Рти́щева — советский и российский историк-медиевист, кандидат исторических наук, доцент кафедры всеобщей истории Института гуманитарных наук МГПУ. Почётный работник высшего профессионального образования Российской Федерации.
Является автором и ответственным редактором (вместе с И. Н. Осиновским и Н. В. Симоновой) учебника для вузов по истории Средних веков (учебник написан в соавторстве).

## Биография
Галина Анатольевна Ртищева родилась в Москве. Окончила МГЗПИ (Московский государственный заочный педагогический институт) в 1977 году, там же проработала какое-то время[какое?].
В 1988 г. защитила диссертацию на соискание учёной степени кандидата исторических наук на тему: «Социально-экономическое развитие острова Сицилия в конце XI—XII вв. (Норманский период)», научным руководителем выступила Мэри Лазаревна Абрамсон. Оппонентами выступили Ю. Л. Бессмертный и И. Г. Воробьёва. Участвовала в домашних семинарах Юрия Львовича Бессмертного.
С 1996 г. преподаёт в Московском городском педагогическом университете на кафедре всеобщей истории Института гуманитарных наук.
Также, Г. А. Ртищева принимала участие в написании школьных учебников по истории Средних веков для 6-х классов (в соавторстве с А. А. Вигасиным и Г. И. Годером).
Помимо лекторской и семинарской деятельности, Галина Анатольевна поддерживает студенческое научно-историческое общество «Ваганты» в Институте гуманитарных наук.

## Награды и звания
Почётная Грамота Министерства образования и науки РФ «За заслуги в научно-педагогической деятельности, большой вклад в дело подготовки высококвалифицированных специалистов», грамота Департамента образования г. Москвы, памятная медаль МГПУ.

## Избранная библиография
- Ртищева, Г. А. Русское средневековье: мозаика повседневности. Учебное пособие. М.: ООО «Книгодел», 2021. 260 с. (В соавторстве: Емельянова А. А., Огородникова О. А., Шульгина Д. П., Челнокова А. Ю., Щулепникова Е. И.).
- Ртищева, Г. А. Человек «большого времени». Размышления о судьбе и творчестве профессора И. Н. Осиновского // Вестник МГПУ: Серия «Исторические науки». — 2009. — № 1 (3). — С. 119—126.[5]
- Ртищева, Г. А. Социально-экономическое развитие острова Сицилия в конце XI—XII вв. (Норманский период), М: 1988 г.[6]
- История Средних веков (учебник для академического бакалавриата) // Под ред. И. Н. Осиновского, Г. А. Ртищевой, Н. В. Симоновой. (Серия: Бакалавр. Академический курс). — ISBN 978-5-9916-2745-0. М.: Издательство Юрайт, 2017. — 463 с.
- Опыт создания учебника «история средних веков» для академического бакалавриата // Ртищева Г. А. В сборнике: Вопросы гуманитарных наук и управления в сфере образования Сборник научных статей по материалам Научно-методической конференции, посвященной юбилею В. В. Рябова. Сост. И. Н. Райкова, отв. ред. В. В. Кириллов. 2018. С. 61—69.
- Вопросы гуманитарных наук и управления в сфере образования // Сборник научных статей по материалам Научно-методической конференции, посвященной юбилею В. В. Рябова / Сост. И. Н. Райкова, отв. ред. В. В. Кириллов. 2018.
- История средних веков // Осиновский И. Н., Ртищева Г. А., Симонова Н. В. Учебник для академического бакалавриата / Москва, 2016. Сер. Бакалавр. Академический курс.
- Интервью от 1 мая 2020 г. журналу «Историк», Мир после чумы.[7]